# Craspedocephalus
Craspedocephalus – rodzaj jadowitych węży z podrodziny grzechotników (Crotalinae) w obrębie rodziny żmijowatych (Viperidae).

## Rozmieszczenie geograficzne
Rodzaj obejmuje gatunki występujące w Azji (Indie, Sri Lanka, Tajlandia, Malezja, Brunei i Indonezja).

## Systematyka
Rodzaj zdefiniował w 1822 roku niemiecko-holenderska para przyrodników – Niemiec Heinrich Kuhl i Holender Johan Coenraad van Hasselt – w artykule autorstwa holenderskich zoologów Theodorusa van Swinderena i Wilhema de Haana zatytułowanym Fragmenty listów od panów Kuhla i van Hasselta do pana C. J. Temmincka, opublikowanym w czasopiśmie „Algemeene Konst- en Letterbode”. Gatunkiem typowym jest (późniejsze oznaczenie) trwożnica płaskonosa (C. puniceus).

### Etymologia
- Craspedocephalus: gr. κρασπεδον kraspedon ‘brzeg, kraj, obramowanie’[8]; -κεφαλος -kephalos ‘-głowy’, od κεφαλη kephalē ‘głowa’[9].
- Megaera: w mitologii greckiej  Megajra (gr. Μεγαιρα Megaira, łac. Megaera), była jedną z Erynii, zrodzonych z krwi Uranosa pierwotnych bogiń zemsty, siostrą Alekto i Tyzyfone; była odpowiedzialna za wywoływanie zawiści i zazdrości, a także doprowadzanie do zdrady i niewierności małżeńskiej[10]. Gatunek typowy (oznaczenie monotypowe): Vipera trigonocephala Latreille, 1801 (= Coluber trigonocephalus Donndorff, 1798).
- Atropos: w mitologii greckiej Atropos (gr. Ἄτροπος Átropos, łac. Atropos), była trzecią z Mojr, bogiń losu. Atropos wyznaczała kres życia każdego z ludzi; kiedy nadchodził ich czas, przecinała nić swoimi nożycami[11]. Gatunek typowy (oznaczenie monotypowe): Craspedocephalus puniceus Kuhl, 1824 (= Cophias punicea Boie, 1827).
- Peltopelor: gr. πελτη peltē ‘mała tarcza bez obramowania’[12]; πελωρ pelōr ‘potwór, monstrum’[12]. Gatunek typowy (oznaczenie monotypowe): Trimesurus macrolepis Beddome, 1862.
- Atropophis: rodzaj Atropos Wagler, 1830; οφις ophis, οφεως opheōs ‘wąż’[13].

### Podział systematyczny
Do rodzaju należą następujące gatunki: 
- Craspedocephalus anamallensis (Günther, 1864)
- Craspedocephalus andalasensis (David, Vogel, Vijayakumar & Vidal, 2006)
- Craspedocephalus borneensis (Peters, 1872)
- Craspedocephalus brongersmai (Hoge, 1969)
- Craspedocephalus gramineus (Shaw, 1802) – trwożnica bambusowa[14]
- Craspedocephalus macrolepis (Beddome, 1862) – trwożnica wielkotarczkowa[15]
- Craspedocephalus malabaricus (Jerdon, 1854) – trwożnica malabarska[15]
- Craspedocephalus occidentalis (Pope & Pope, 1933)
- Craspedocephalus peltopelor Mallik, Srikanthan, Ganesh, Vijayakumar, Campbell, Malhotra & Shanker, 2021
- Craspedocephalus puniceus (Boie, 1827) – trwożnica płaskonosa[15]
- Craspedocephalus strigatus (Gray, 1842)
- Craspedocephalus travancoricus Mallik, Srikanthan, Ganesh, Vijayakumar, Campbell, Malhotra & Shanker, 2021
- Craspedocephalus trigonocephalus (Donndorff, 1798) – trwożnica cejlońska[15]
- Craspedocephalus wiroti (Trutnau, 1981)